# Derek Smith (Eishockeyspieler, 1954)
Derek Robert Smith (* 31. Juli 1954 in Québec City, Québec) ist ein ehemaliger kanadischer Eishockeyspieler, der im Verlauf seiner aktiven Karriere zwischen 1971 und 1984 unter anderem 365 Spiele für die Buffalo Sabres und Detroit Red Wings in der National Hockey League (NHL) auf der Position des Centers bestritten hat.

## Karriere
Smith war während seiner Juniorenzeit zwischen 1971 und 1974 für die Ottawa 67’s in der Ontario Hockey Association (OHA) aktiv. Nach einer Rookiesaison, in der der Stürmer in 53 Spielen lediglich 17-mal gepunktet hatte, ließ er in den folgenden beiden Jahren zwei Spielzeiten mit mehr als 90 Scorerpunkten folgen. Im Anschluss daran wurde er sowohl im NHL Amateur Draft 1974 in der zehnten Runde an 168. Stelle von den Buffalo Sabres aus der National Hockey League (NHL) als auch im WHA Amateur Draft 1974 in der vierten Runde an 60. Position von den Houston Aeros aus der zu dieser Zeit mit der NHL in Konkurrenz stehenden World Hockey Association (WHA) ausgewählt.
Zur Saison 1974/75 wechselte der Kanadier in den Profibereich und in die Organisation der Buffalo Sabres. Den Großteil der ersten drei Spielzeiten verbrachte Smith bei Buffalos Farmteam, den Hershey Bears, in der American Hockey League (AHL). Zwar feierte er im Verlauf der Stanley-Cup-Playoffs 1976 sein Debüt für die Sabres in der NHL, es dauerte jedoch bis in die Spielzeit 1977/78 hinein, ehe sich der Angreifer dort etabliert hatte. Nachdem er im Spieljahr 1978/79 aufgrund zahlreicher Verletzungen nur 43 Partien absolviert hatte, konnte er in den beiden folgenden Spieljahren jeweils über 60 Scorerpunkte sammeln und mehr als 20 Tore erzielen. Umso überraschender war es daher, dass er im Dezember 1981 – wenige Wochen nach dem Beginn der Saison 1981/82 – gemeinsam mit Danny Gare und Jim Schoenfeld im Tausch für Mike Foligno, Dale McCourt und Brent Peterson zu den Detroit Red Wings transferiert wurde. Die drei Spieler, die Buffalo abgab, waren zu diesem Zeitpunkt sehr populär bei den Fans.
Die folgenden beiden Spielzeiten in Detroit waren abermals von zahlreichen Verletzungen geprägt, die dazu führten, dass Smith sein Leistungsniveau aus den Vorjahren bei den Sabres nicht mehr erreichte. Im Februar 1983 verlor der 28-Jährige seinen Stammplatz im Kader der Red Wings. Bis zu seinem Karriereende nach der Saison 1983/84 lief Smith für den Kooperationspartner Adirondack Red Wings in der AHL auf.

## Karrierestatistik
(Legende zur Spielerstatistik: Sp oder GP = absolvierte Spiele; T oder G = erzielte Tore; V oder A = erzielte Assists; Pkt oder Pts = erzielte Scorerpunkte; SM oder PIM = erhaltene Strafminuten; +/− = Plus/Minus-Bilanz; PP = erzielte Überzahltore; SH = erzielte Unterzahltore; GW = erzielte Siegtore; 1 Play-downs/Relegation; Kursiv: Statistik nicht vollständig)